# Pablo Iglesias Posse

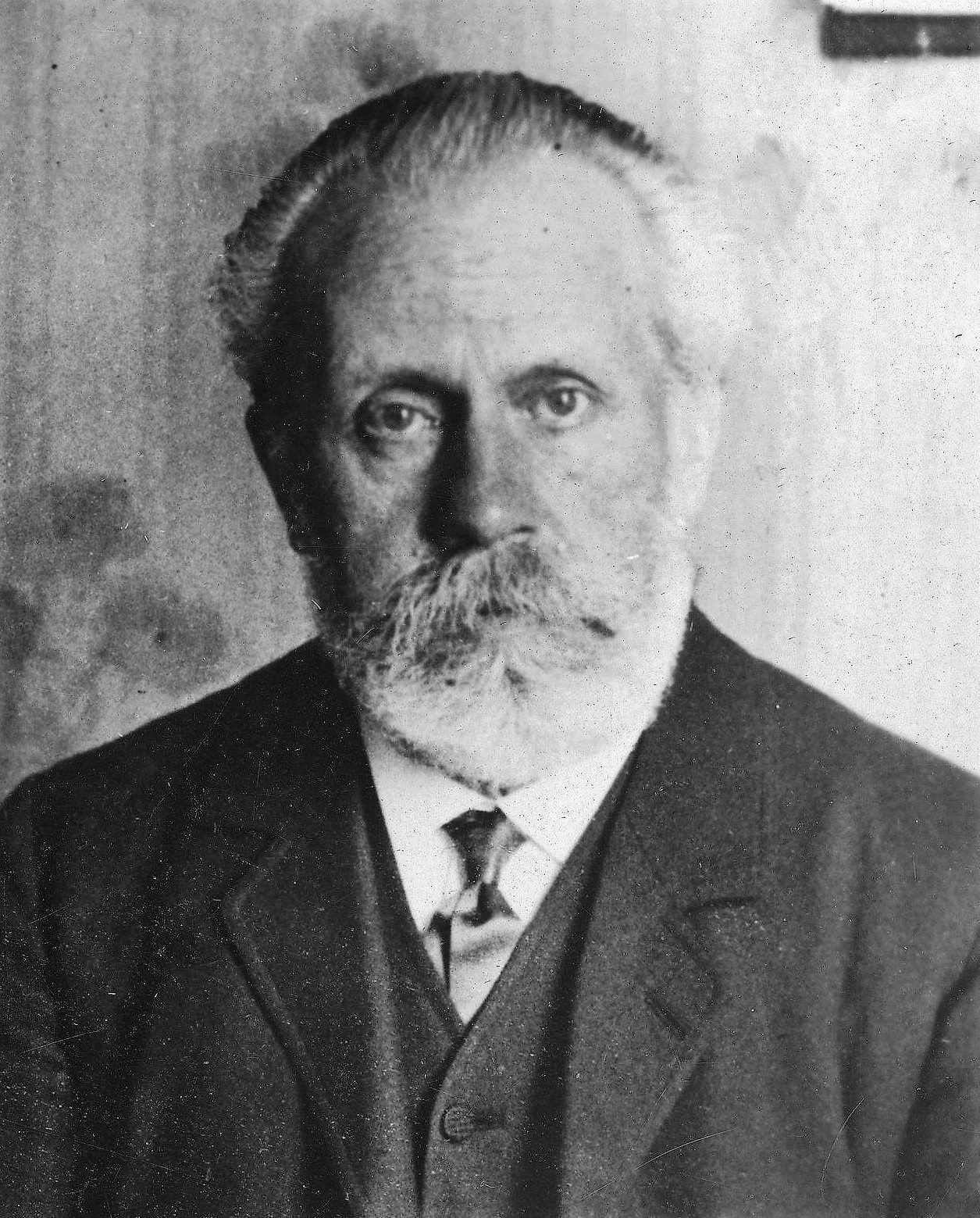
Pablo Iglesias

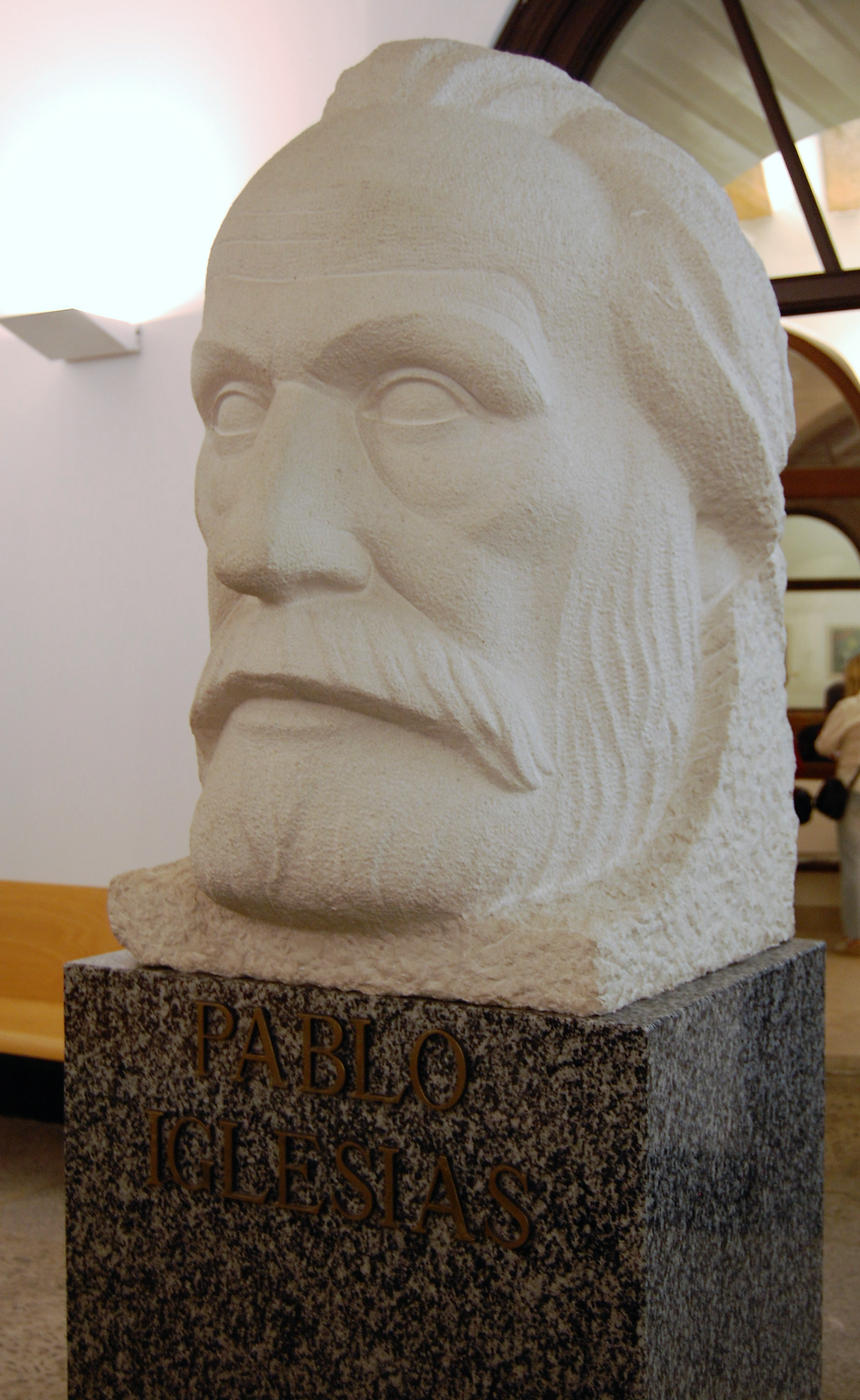
Pablo Iglesias (José Noja, 2001).

Paulino Iglesias Posse, född 18 oktober 1850, död 9 december 1925, var en spansk socialdemokratisk politiker.
Iglesias var ursprungligen typograf, anslöt sig 1868 till den då bildade spanska avdelningen av Internationalen. Inom denna intog han en marxistisk ståndpunkt, och i samma anda redigerade han den från 1886 utgivna tidningen Socialista. Iglesias, som länge var socialisternas obestridde ledare, invaldes i cortes 1910. Efter första världskriget bekämpades han av västerriktningen inom partiet, tills denna 1921 bildade ett kommunistiskt parti.